# Robbie Ure
Robbie Ure, född 24 februari 2004, är en skotsk fotbollsspelare som spelar för IK Sirius.

## Karriär
Ure växte upp i samhället Newton Mearns utanför Glasgow. Hans moderklubb är Rangers FC. Den 30 augusti 2022 gjorde han debut för seniorlaget i en match mot Queen of the South i skotska ligacupen, han gjorde sitt första mål i den matchen som slutade 3-1 till Rangers.
Den 6 september 2023 värvades Ure av den belgiska klubben RSC Anderlecht. Han gjorde främst framträdanden i klubbens reservlag, RSCA Futures.
Den 13 mars 2025 värvades Ure av IK Sirius, där han skrev på ett femårskontrakt. Övergångssumman uppgavs till ca 8 miljoner kronor, vilket är den dittills dyraste övergången i Sirius historia.